# Belinda Lee

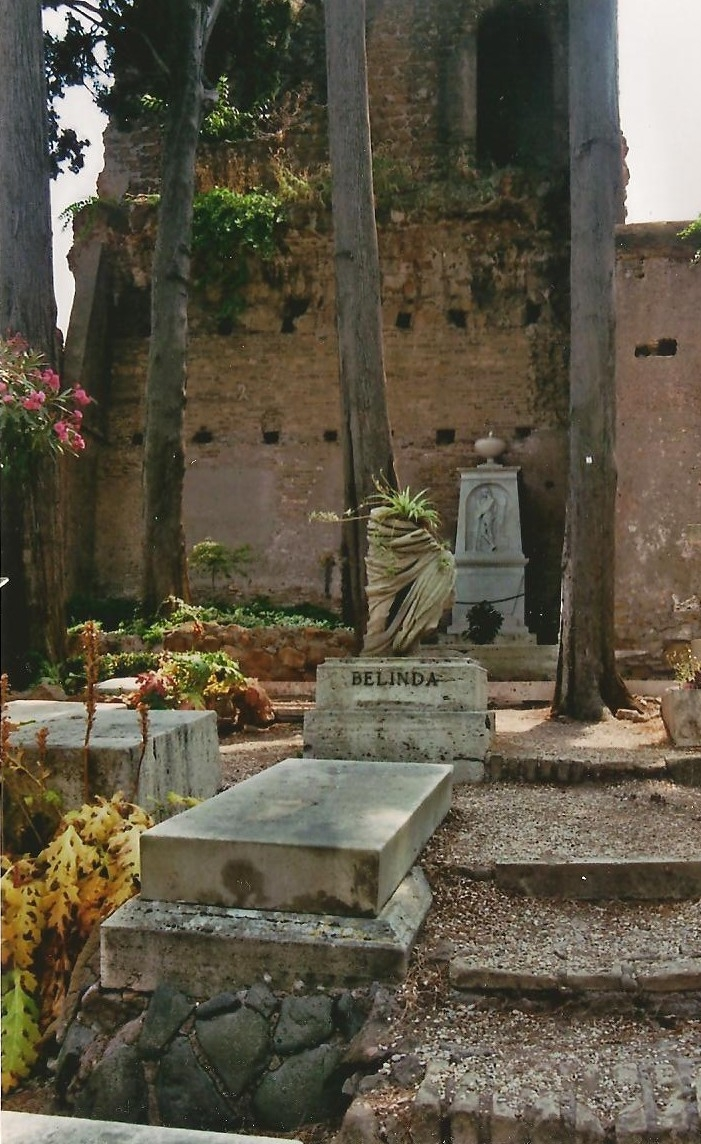
Mormântul Belindei Lee în Cimitirul Protestant din Roma

Belinda Lee (n. 15 iunie 1935, Budleigh Salterton, Anglia, Regatul Unit – d. 12 martie 1961, San Bernardino, California, SUA) a fost o actriță engleză care în mai puțin de un deceniu a jucat în aproape treizeci de filme. 

## Biografie
Belinda Lee a luat lecții de actorie la 16 ani la Tudor Art Academy din Hindhead, Londra și la Royal Academy of Dramatic Art (RADA) din Londra. În același timp, ea a învățat dactilo- și stenografia la o școală de comerț. 
Belinda Lee a fost căsătorită cu fotograful Cornel Lucas din 1954 până în 1959. În presa timpului, a fost cunoscută mai ales prin relația sa cu prințul italian Orsini și prin tentativele lor de suicid în 1958.
În 1961, la vârsta de doar 25 ani, a decedat într-un accident de automobil în drum de la Las Vegas spre Hollywood, când la viteza de 160 km/oră, un pneu a explodat și mașina s-a răsturnat.

## Filmografie selectivă
- 1954 The Runaway Bus
- 1954 Murder by Proxy
- 1954 Life with the Lyons
- 1954 Meet Mr. Callaghan
- 1954 The Belles of St Trinian's
- 1954 Blackout
- 1955 Footsteps in the Fog
- 1955 Omul momentului (Man of the Moment), regia John Paddy Carstairs
- 1955 No Smoking
- 1956 Who Done It?
- 1956 The Feminine Touch
- 1956 Eyewitness
- 1957 The Secret Place
- 1957 Miracle in Soho
- 1957 Dangerous Exile
- 1957 The Goddess of Love
- 1958 Nor the Moon by Night
- 1958 The Big Money
- 1959 The Magliari
- 1959 Love Now, Pay Later
- 1959 Les Dragueurs
- 1959 Marie of the Isles
- 1959 Le notti di Lucrezia Borgia, regia Sergio Grieco
- 1960 Lunga noapte a lui 43 (La lunga notte del '43), regia Florestano Vancini
- 1960 Messalina
- 1961 Constantin cel Mare (Costantino il Grande), regia Lionello De Felice
- 1961 Ucigașul plătit (Il sicario). regia Damiano Damiani

## Legături externe
- Belinda Lee la Internet Movie Database